# Verneri Rainio
Verneri Rainio (1999) è un giocatore di football americano finlandese, che gioca come wide receiver per i Seinäjoki Crocodiles.
Ha iniziato a giocare con i Sipoo Bulldogs, per poi trasferirsi agli Helsinki Roosters. Dal 2024 gioca per i Seinäjoki Crocodiles.